# Передовое (Амурская область)
Передово́е — село в Благовещенском районе Амурской области России. Входит в состав Грибского сельсовета.

## География
Село находится в 10 км от левого берега реки Амур, на расстоянии 10 км к югу от села Грибское, центра сельсовета, и 26 км (через сёла Владимировка, Волково и Грибское) к юго-востоку от города Благовещенск, административного центра района и области.
От села Передовое на восток идёт дорога к селу Удобное.

## Население
| 2002 | 2010 | 2012 | 2013 | 2014 | 2015 | 2016 |
| ---- | ---- | ---- | ---- | ---- | ---- | ---- |
| 137  | ↗166 | ↘164 | ↗171 | ↘165 | ↗179 | ↘176 |
| 2017 | 2018 |      |      |      |      |      |
| →176 | ↗181 |      |      |      |      |      |

## Улицы
- ул. Дачная,
- ул. Зелёная,
- ул. Мостовая,
- ул. Новая,
- ул. Центральная.

## Экономика
Сельскохозяйственные предприятия Благовещенского района.